# Beautiful Wedding
Beautiful Wedding är en amerikansk romantisk komedifilm från 2024, med manus och regi av Roger Kumble. Den är baserad på Jamie McGuires roman A Beautiful Wedding från 2013 och fungerar som uppföljare till filmen Beautiful Disaster från  2023. Biopremiär ägde rum i USA den 24 januari 2024.

## Handling
Efter en minst sagt vild och galen festnatt i den livliga kasinostaden Las Vegas vaknar det unga paret Abby Abernathy och Travis Maddox nästa morgon, och märker till sin stora förvåning att de har gift sig. Därför bestämmer de sig för att ta med släkt och vänner och bege sig till Mexiko för att fira en form av smekmånad, som både blir väldigt vild och väldigt påkostad.

## Rollista
| Dylan Sprouse    | – Travis Maddox  |
| Virginia Gardner | – Abby Abernathy |
| Austin North     | – Shepley Maddox |
| Libe Barer       | – America        |
| Rob Estes        | – Benny          |
| Steven Bauer     | – Sancho         |
| Kyle Richards    | – Vivian Hayes   |
| Alex Aiono       | – Miguel         |
| Emmanuel Kabongo | – Buzz           |
| Declan Laird     | – Taylor Maddox  |
| Trevor Van Uden  | – Thomas Maddox  |
| Jack Hesketh     | – Trenton Maddox |
| Micky Dartford   | – Tyler Maddox   |
| Neil Bishop      | – Parker Hayes   |

## Produktion
I september 2023 blev det känt att en uppföljare till filmen Beautiful Disaster, med titeln Beautiful Wedding, skulle släppas för allmänheten. Inför planeringen av filmen hade Roger Kumble återvänt för att regissera, även de flesta skådespelare hade återvänt. Huvudfotograferingen av filmen ägde rum i Dominikanska republiken i slutet av 2022.